# Encarnación Gomá Jiménez
Encarnación Gomá Jiménez (Madrid, 4 de gener de 1859 - València, 11 de gener de 1935) va ser una professora de música espanyola, que va ser la primera professora d'aquesta matèria a l'Escola Normal de Mestres de València.
Natural de Madrid, va cursar estudis de música al Conservatori de la capital, on va matricular-se el 2 de setembre de 1865. Durant el primer any va cursar solfeig, i d'aquest ensenyament, el juny de 1869, mentre eren els seus mestres Pinilla i Gil, va obtenir el primer premi en els concursos públics del centre. En aquell moment també cursava estudis de piano.
Més endavant s'instal·là a València, on consta com a veïna i casada amb Liberato González, també professor de música. Va començar a treballar a l'Escola Normal de Mestres de la ciutat el 1889. Ben aviat va començar a esmerçar esforços perquè al centre s'hi poguessin impartir matèries d'educació musical dintre del pla formatiu de les futures mestres. Gomá considerava que la música un mitjà de cultura pública i el 1892 va adreçar una carta al Ministeri de Foment sol·licitant que s'establís classes de cant i piano, a més de ser nomenada mestra del centre, oferint-se a donar les classes sense rebre cap mena de salari. La instància va ser resolta de manera favorable i va esdevenir la primera professora de música de l'escola, lloc que va ocupar fins a la seva mort l'11 de gener de 1935.